# Powidzko
Powidzko (niem. Powitzko) – wieś w Polsce położona w województwie dolnośląskim, w powiecie trzebnickim, w gminie Żmigród.

## Nazwa
Wieś wzmiankowana po raz pierwszy w łacińskim dokumencie z 1223 roku, gdzie zanotowana została w zlatynizowanej, staropolskiej formie „Povidlsco” Miejscowość wymieniona jest  w opisie Śląska wydanym w 1787 roku w Brzegu: w języku polskim jako Powizko. W okresie hitlerowskiego reżimu w latach 1937–1945 miejscowość nosiła nazwę Urdorf.

## Historia
Pod koniec XVIII wieku miejscowość liczyła 383 osoby, znajdował się w niej kościół i szkoła.
W latach 1954–1959 wieś należała i była siedzibą władz gromady Powidzko, po jej zniesieniu w gromadzie Żmigród. W latach 1975–1998 miejscowość administracyjnie należała do województwa wrocławskiego.
W miejscowości był przystanek kolei wąskotorowej Powidzko.

## Zabytki
Do wojewódzkiego rejestru zabytków wpisany jest:
- kościół parafialny pw. św. Jana Chrzciciela, późnobarokowy z końca XVIII w., wzmiankowany w 1329. Wnętrze klasycystyczne, ołtarz główny z ok. 1820, podobnie jak ołtarze boczne, ambona i chrzcielnica[7].